# Red Dead Redemption 2
Red Dead Redemption 2 là một trò chơi phiêu lưu hành động năm 2018 do Rockstar Games phát triển và phát hành. Trò chơi là phần thứ ba trong loạt Red Dead và là tiền truyện của Red Dead Redemption năm 2010. Câu chuyện lấy bối cảnh năm 1899, theo sau các chiến công của một kẻ ngoài vòng pháp luật - Arthur Morgan, thành viên của băng đảng Van der Linde, ở một phiên bản hư cấu của vùng Western, Trung Tây và Nam Hoa Kỳ. Arthur vừa phải đối phó với sự suy tàn của Miền Tây hoang dã vừa phải cố gắng chống lại lực lượng chính phủ, các băng đảng đối thủ và những kẻ địch khác. Phần kết của trò chơi nói về một thành viên trong băng đảng là John Marston, nhân vật chính của Red Dead Redemption.
Trò chơi sử dụng cả góc nhìn thứ nhất và thứ ba, người chơi có thể tự do di chuyển và tương tác trong một thế giới mở. Các hoạt động trong trò chơi bao gồm đấu súng, cướp bóc, săn bắn, cưỡi ngựa, tương tác với nhân vật không phải người chơi (NPC) và duy trì "điểm danh dự" của nhân vật thông qua các lựa chọn và hành động bên trong trò chơi. Trò chơi cũng có một hệ thống tiền thưởng tương tự như hệ thống "truy nã" từ loạt Grand Theft Auto tương ứng theo phản ứng của cơ quan thực thi pháp luật và thợ săn tiền thưởng đối với tội ác của người chơi. Red Dead Online, một chế độ nhiều người chơi trực tuyến của trò chơi, cho phép tối đa 32 người tham gia vào nhiều chế độ chơi hợp tác và cạnh tranh.
Quá trình phát triển kéo dài hơn tám năm, bắt đầu ngay sau khi phát hành Red Dead Redemption và trở thành một trong những trò chơi điện tử tốn kém nhất từng được sản xuất. Rockstar đã hợp tác tất cả các xưởng của mình thành một nhóm lớn để tạo điều kiện phát triển. Họ lấy cảm hứng đồ họa từ các địa điểm thực thay vì phim ảnh hoặc tranh ảnh, tập trung vào việc tạo ra sự tương phản chính xác về thời gian với các nhân vật trong trò chơi và thế giới. Đây là trò chơi đầu tiên Rockstar đặc biệt tạo ra dành cho máy chơi trò chơi điện tử thế hệ thứ tám, nhằm kiểm tra khả năng và kỹ thuật của họ khi chuyển Grand Theft Auto V  sang các nền tảng này. Bản gốc của nhạc nền trong trò chơi do Woody Jackson sáng tác và một số bản nhạc do Daniel Lanois hòa âm. Quá trình phát triển bao gồm một lịch trình kéo dài 100 giờ một tuần, dẫn đến các báo cáo về thời gian làm thêm giờ bắt buộc và về việc không được trả lương.
Red Dead Redemption 2 ra mắt trên PlayStation 4 và Xbox One vào tháng 10 năm 2018, sau đó là trên Microsoft Windows và Stadia vào tháng 11 năm 2019. Red Dead Redemption 2 được nhiều người mong đợi và thậm chí bán ra thị trường trước cả ngày khi phát hành chính thức, trò chơi đã phá vỡ nhiều kỷ lục và là trò chơi ra mắt lớn thứ hai trong lịch sử ngành giải trí, đem về doanh thu 725 triệu đô la Mỹ ngay trong tuần phát hành và vượt quá doanh thu trọn đời của Red Dead Redemption trong hai tuần sau đó. Trò chơi nhận được sự đón nhận tích cực của giới phê bình, với những đánh giá khen ngợi cốt truyện, nhân vật, thế giới mở, đồ họa, âm nhạc và mức độ chi tiết; tuy nhiên, trò chơi bị chỉ trích do cách điều khiển và nhấn mạnh vào chủ nghĩa hiện thực đối với quyền tự do của người chơi. Trò chơi đã giành được nhiều giải thưởng quan trọng như giải Trò chơi của năm từ một số tạp chí trò chơi và được coi là một ví dụ điển hình về "trò chơi điện tử như một hình thức nghệ thuật" cũng như là một trong những trò chơi điện tử hay nhất từng được tạo ra. Ngoài ra, trò chơi cũng nằm trong số những trò chơi điện tử bán chạy nhất mọi thời đại khi bán ra hơn 46 triệu bản.

## Lối chơi

Người chơi có thể chọn phản ứng tích cực hoặc tiêu cực với các nhân vật không phải là người chơi trong thế giới trò chơi, điều này ảnh hưởng đến điểm danh dự của họ trong trò chơi.

Red Dead Redemption 2 là một trò chơi phiêu lưu hành động theo chủ đề miền Viễn Tây. Trò chơi lấy bối cảnh trong một môi trường thế giới mở theo phiên bản hư cấu của miền Tây, miền Trung Tây và miền Nam Hoa Kỳ năm 1899, trong nửa sau của kỷ nguyên miền Tây hoang dã chuyển tiếp đến thế kỷ XX sau đó. Trò chơi được chơi từ góc nhìn thứ nhất hoặc thứ ba. Trò chơi có cả phần chơi đơn theo cốt truyện và nhiều người chơi trực tuyến, phần sau phát hành với tên Red Dead Online. Phần lớn thời gian, người chơi sẽ điều khiển Arthur Morgan, một thành viên của băng đảng Van der Linde sống ngoài vòng pháp luật, anh phải hoàn thành nhiều nhiệm vụ—các kịch bản tuyến tính với các mục tiêu định sẵn—để câu chuyện tiến triển; từ phần kết của trò chơi, người chơi sẽ điều khiển John Marston, nhân vật chính có thể điều khiển của bản trước đó là Red Dead Redemption. Ngoài nhiệm vụ, người chơi có thể đi lại tự do trong hầu hết các bang trong bản đồ của trò chơi. Khi vào vai Arthur Morgan, người chơi sẽ không thể tiếp cận bang New Austin vì sẽ bị một tay súng tàng hình bắn gục. Người chơi có thể di chuyển đến tất cả các bang khi hoàn thành phần chính và vào vai John Marston. Người chơi tham gia chiến đấu với kẻ địch bằng các cuộc tấn công cận chiến, súng cầm tay, vật ném hoặc chất nổ. Chiến đấu đã được cải tiến so với phiên bản tiền nhiệm, và cơ chế mới đáng chú ý bao gồm khả năng sử dụng song thủ và cung tên. Người chơi có thể bơi khi vào vai Arthur, nhưng sẽ chết ngay lập tức nếu là nhân vật John—một tham chiếu đến trò chơi trước, với việc nhân vật này hoàn toàn không biết bơi.
Vùng đất chưa được khai thác của Red Dead Redemption 2 chiếm phần lớn nhất trong thế giới trò chơi và có các cảnh quan đa dạng với các vị khách qua đường, kẻ cướp và động vật hoang dã. Trò chơi có các khu định cư đô thị, từ trang trại đến thị trấn và thành phố. Hình thức vận chuyển chính là dùng ngựa, có nhiều giống ngựa khác nhau, mỗi con có thuộc tính khác nhau. Người chơi có thể đánh cắp ngựa và phải huấn luyện hoặc thuần hóa một con ngựa hoang để sử dụng nó; để sở hữu một con ngựa, người chơi phải dùng yên ngựa hoặc xoa dịu tinh thần nó. Việc sử dụng ngựa nhiều hơn sẽ bắt đầu quá trình gắn kết của cả hai. Quá trình này tăng lên bằng cách dẫn đi dạo, vuốt ve, tắm và cho ngựa ăn, đồng thời người chơi sẽ có thêm lợi thế khi cưỡi ngựa. Người chơi có thể dùng xe ngựa và xe lửa để đi đến những nơi xa, hoặc cướp một đoàn tàu hoặc xe ngựa đang di chuyển bằng cách đe dọa người lái hoặc hành khách, sau đó cướp vật dụng hoặc đồ đạc trên người hành khách.
Người chơi sẽ chứng kiến hoặc tham gia vào các sự kiện vô tình gặp phải khi khám phá thế giới trong trò chơi. Chúng bao gồm các cuộc phục kích, tội ác do người khác gây ra, cầu xin sự giúp đỡ, bắn súng khi chạy xe, hành quyết công khai và tấn công động vật. Ví dụ: khi người chơi khám phá miền Tây hoang dã, họ sẽ bắt gặp những người đang gặp nạn. Nếu người chơi quyết định giúp đỡ họ, họ sẽ biết ơn và có thể thưởng cho người chơi nếu gặp nhau một lần nữa. Người chơi tham gia các hoạt động phụ, bao gồm các nhiệm vụ nhỏ với bạn đồng hành và người lạ, đấu tay đôi, săn tiền thưởng, tìm kiếm kho báu hoặc các đồ sưu tầm khác trên bản đồ như chạm khắc đá và chơi poker, blackjack, domino và five finger filet. Săn bắt động vật cũng đóng một vai trò quan trọng trong trò chơi, điều này sẽ cung cấp thức ăn, thu nhập đồ và nguyên liệu để chế tạo vật phẩm. Khi đi săn, người chơi cần tính đến một số yếu tố, bao gồm cả việc lựa chọn vũ khí và vị trí bắn, những yếu tố ảnh hưởng đến chất lượng thịt và da và sau đó là mức giá mà thương nhân sẵn sàng trả. Người chơi có lựa chọn lột da con vật ngay lập tức hoặc mang theo xác, xác sẽ thối rữa theo thời gian, giảm giá trị và thu hút những thú săn mồi.
Trò chơi tập trung nhiều vào sự lựa chọn của người chơi cho câu chuyện và nhiệm vụ. Một số khoảnh khắc nhất định trong câu chuyện sẽ cung cấp cho người chơi tùy chọn chấp nhận hoặc từ chối các nhiệm vụ bổ sung và định hình nhẹ nhàng cốt truyện xung quanh lựa chọn của họ. Người chơi giao tiếp với bất kỳ nhân vật không phải người chơi (NPC) nào cũng như chọn các cách đối thoại khác nhau với NPC, chẳng hạn như trò chuyện thân thiện hoặc xúc phạm họ. Nếu người chơi chọn giết một NPC thì sẽ có thể cướp đồ trên xác của họ. Red Dead Redemption 2 mang lại hệ thống Danh dự từ phiên bản tiền nhiệm bằng cách đo lường cách cảm nhận hành động của người chơi theo thang đo đạo đức. Những lựa chọn và hành động tích cực về mặt đạo đức như giúp đỡ người lạ, tuân thủ luật pháp và tha thứ cho đối thủ trong cuộc đấu tay đôi sẽ tăng thêm Danh dự cho người chơi. Tuy nhiên, những hành động tiêu cực như trộm cắp và làm hại những người vô tội sẽ trừ đi Danh dự của người chơi. Danh dự cũng ảnh hưởng đến cốt truyện, vì những đoạn hội thoại và kết quả dành cho người chơi thường khác nhau dựa trên cấp độ Danh dự của họ. Đạt được các mốc quan trọng đối với cấp độ Danh dự của người chơi sẽ mang lại những lợi ích độc đáo, chẳng hạn như thưởng cho người chơi những bộ trang phục đặc biệt và giảm giá nhiều hơn khi mua hàng. Cấp độ Danh dự thấp cũng có lợi, vì người chơi sẽ nhận được nhiều vật phẩm hơn từ việc cướp đồ xác chết.

Hệ thống Dead Eye của Red Dead Redemption 2 cho phép người chơi làm chậm thời gian và đánh dấu mục tiêu. Sau khi trình tự nhắm mục tiêu kết thúc, người chơi sẽ bắn tới mọi vị trí được đánh dấu trong một khoảng thời gian rất ngắn.

Việc duy trì sức khỏe cho Arthur và John là rất quan trọng, vì họ sẽ phải trải qua các điều kiện ảnh hưởng đến các thuộc tính sức khỏe và sức chịu đựng. Ngoài thanh sức khỏe và sức chịu đựng, người chơi còn có các nhân tố khác, ảnh hưởng đến tốc độ phục hồi sức khỏe và sức chịu đựng của họ. Ví dụ, mặc quần áo ấm hơn để tránh bị đóng băng trong môi trường lạnh, nhưng mặc chúng trong môi trường nóng sẽ dẫn đến đổ mồ hôi. Quá lạnh hoặc quá nóng sẽ nhanh chóng làm họ cạn kiệt sức lực. Tùy thuộc vào lượng thức ăn; họ sẽ tăng hoặc giảm cân,  một nhân vật thiếu cân sẽ có ít sức khỏe hơn nhưng sức chịu đựng tăng lên, trong khi một nhân vật thừa cân sẽ có khả năng hấp thụ sát thương tốt hơn nhưng sẽ kém sức chịu đựng. Người chơi phải ăn và ngủ điều độ để bổ sung sức lực cho họ, ngoài ra còn phải tắm để giữ cơ thể sạch sẽ, và đến tiệm cắt tóc để thay đổi kiểu tóc; tóc cũng phát triển theo thời gian thực. Trò chơi có tính năng khiến vũ khí bị xuống cấp, vũ khí cần được làm sạch thường xuyên để duy trì hiệu suất. Khi người chơi sử dụng một loại súng nhất định trong một thời gian dài, họ sẽ có nhiều kinh nghiệm hơn với loại súng đó, giúp cải thiện khả năng xử lý vũ khí, giảm độ giật và tăng tốc độ thay đạn.
Một cơ chế thiết yếu trong trò chơi là đấu súng. Người chơi sẽ ẩn nấp, nhắm tự do hoặc nhắm mục tiêu theo từng bộ phận cơ thể vào một người hoặc động vật, tùy mục đích mà nhắm bắn như muốn hạ gục mục tiêu hoặc làm cho bị thương không giết chết hoàn toàn. Khi người chơi bắn mục tiêu, phản ứng và chuyển động AI của trò chơi sẽ phụ thuộc vào nơi chúng bị bắn. Vũ khí bao gồm súng lục, súng lục ổ quay, súng lục, súng trường, súng ngắn, cung tên, thuốc nổ, dây thòng lọng, Gatling gun gắn trên và vũ khí cận chiến như dao và tomahawk. Red Dead Redemption 2 mang lại cơ chế đặc trưng của loạt là Dead Eye, một hệ thống nhắm mục tiêu đặc biệt, cho phép làm chậm thời gian và đánh dấu mục tiêu. Khi trình tự nhắm mục tiêu kết thúc, người chơi sẽ bắn tới mọi vị trí được đánh dấu trong một khoảng thời gian rất ngắn. Hệ thống Dead Eye nâng cấp khi người chơi tiến bộ trong trò chơi và cấp cho người chơi nhiều khả năng hơn, chẳng hạn như phát hiện điểm chí mạng.
Hệ thống tiền thưởng cũng quay trở lại từ Red Dead Redemption, đây là một cơ chế điều khiển tội phạm lấy cảm hứng từ hệ thống truy nã của Grand Theft Auto. Khi người chơi phạm tội, nhân chứng sẽ chạy đến đồn cảnh sát gần nhất để nhờ pháp luật can thiệp, người chơi cần ngăn chặn nhân chứng để tránh hậu quả. Khi luật được cảnh báo, các cơ quan thực thi pháp luật sẽ xuất hiện và bắt đầu điều tra. Khi người chơi bị bắt, đồng hồ truy nã xuất hiện với tiền thưởng treo trên đầu của họ. Tiền thưởng tăng cao hơn khi người chơi phạm nhiều tội ác hơn và nhiều tay thực thi công lý hơn sẽ được cử đi săn lùng. Nếu người chơi phạm tội nghiêm trọng và sau đó tìm cách trốn tránh pháp luật, cơ quan sẽ thuê những thợ săn tiền thưởng để truy lùng người chơi trong vùng hoang dã. Sau khi phạm đủ thứ tội nguy hiểm, đích thân U.S. Marshals sẽ được gửi đến vị trí của người chơi. Để thoát khỏi cơ quan thực thi pháp luật, người chơi phải tránh vùng tròn màu đỏ trên bản đồ, đồng hồ truy nã cũng sẽ dần cạn kiệt. Họ có thể trốn những kẻ truy đuổi hoặc giết chúng. Cho dù người chơi trốn thoát hay bị bắt, tiền thưởng vẫn sẽ treo trên đầu, các tay thực thi pháp luật và thường dân sẽ cảnh giác hơn, các khu vực xảy ra tội ác sẽ bị phong tỏa. Khi bị bắt, người chơi có cơ hội đầu hàng nếu không có vũ khí và đi bộ, mặc dù những kẻ săn tiền thưởng sẽ không chấp nhận đầu hàng nếu người chơi được biết là cố ý trốn thoát khỏi những nỗ lực bắt giữ. Người chơi có thể xóa tiền thưởng bằng cách trả hết tại bưu điện hoặc đầu hàng cơ quan thực thi pháp luật và ngồi tù.

## Sơ lược

### Bối cảnh
Thế giới của Red Dead Redemption 2 trải dài trên năm tiểu bang hư cấu của Hoa Kỳ. Các bang New Hanover, Ambarino và Lemoyne là những bang mới trong loạt, nằm ở ngay phía bắc và phía đông thế giới Red Dead Redemption, trong khi các bang New Austin và West Elizabeth quay lại từ Red Dead Redemption. Các bang nằm ngay trung tâm San Luis, Lannahechee Rivers và ven bờ Flat Iron Lake. Ambarino là một vùng núi hoang vu, với khu định cư lớn nhất là khu bảo tồn của người Mỹ bản địa Wapiti ; New Hanover gồm một thung lũng rộng lớn và chân đồi nhiều cây cối rậm rạp, có thị trấn chăn nuôi gia súc Valentine, Trạm giao dịch Van Horn ven sông, thị trấn than Annesburg; và Lemoyne bao gồm bayou và các đồn điền giống như Đông Nam Hoa Kỳ, quê hương của thị trấn phía Nam của Rhodes, làng Lagras, và thuộc địa Pháp của Saint Denis, tương tự như New Orleans.
West Elizabeth bao gồm các đồng bằng rộng lớn, rừng rậm và thị trấn cảng Blackwater thịnh vượng. Khu vực này mở rộng từ Red Dead Redemption ban đầu với phần phía bắc rộng lớn gồm thị trấn nghỉ dưỡng miền núi Strawberry. New Austin là một vùng sa mạc khô cằn ở biên giới Mexico và có trung tâm là các thị trấn biên giới Armadillo và Tumbleweed, cũng xuất hiện trong trò chơi gốc. Các phần của New Austin và West Elizabeth đã được thiết kế lại để phản ánh thời gian trước đó; ví dụ: Blackwater vẫn đang phát triển, trong khi Armadillo là thị trấn ma do dịch tả bùng phát.

### Nhân vật
Người chơi sẽ vào vai Arthur Morgan (Roger Clark), một thành viên kỳ cựu của băng đảng Van der Linde. Trùm băng đảng là Dutch van der Linde (Benjamin Byron Davis), một người đàn ông có những triết lý rất riêng, luôn cho rằng con người nên sống tự do ngoài khuôn khổ pháp luật và không chấp nhận sự xâm lấn của nền văn minh hiện đại. Băng đảng cũng bao gồm bạn thân nhất của Dutch và đồng lãnh đạo Hosea Matthews (Curzon Dobell), cũng như nhân vật chính của Red Dead Redemption là John Marston (Rob Wiethoff), bạn đời của anh là Abigail Roberts (Cali Elizabeth Moore) và con trai là Jack Marston (Marissa Buccianti và Ted Sutherland), hai ông chú già (John O'Creagh và James McBride), tay súng Bill Williamson (Steve J. Palmer), Javier Escuella (Gabriel Sloyer) và Micah Bell (Peter Blomquist), tay thợ săn người Mỹ bản địa Charles Smith (Noshir Dalal), và góa phụ Sadie Adler (Alex McKenna).
Các hành vi phạm tội của các thành viên băng đảng khiến họ xung đột với nhiều thế lực rải rác khắp các bang, bao gồm cả ông trùm dầu mỏ giàu có Leviticus Cornwall (John Rue), tài sản của ông trở thành mục tiêu của băng đảng. Để đối phó, ông chiêu mộ một đội đặc vụ từ Cơ quan thám tử Pinkerton, đứng đầu là Andrew Milton (John Hickok) và cấp dưới của anh ta là Edgar Ross (Jim Bentley), để truy lùng băng nhóm. Cả nhóm cũng chạm trán với tên trùm tội phạm người Ý khu Saint Denis là Angelo Brontetay (Jim Pirri), kẻ thống trị Guarman Alberto Fussar (Alfredo Narciso), và kẻ thù truyền kiếp của Dutch là Colm O'Driscoll (Andrew Berg), thủ lĩnh băng đảng O'Driscoll đối địch. Trong chuyến hành trình, băng nhóm vướng vào gia đình Grey và Braithwaite, hai gia đình được đồn đại là đang tích trữ vàng trong cuộc Nội chiến; mối quan hệ của băng đảng với các gia đình chủ yếu diễn ra thông qua Leigh Grey (Tim McGeever), cảnh sát trưởng của Rhodes, và Catherine Braithwaite (Ellen Harvey), trưởng tộc của gia đình Braithwaite. Sau đó trong trò chơi, Arthur giúp Rains Fall (Graham Greene) và con trai Eagle Flies (Jeremiah Bitsui), cả hai đều là thành viên của bộ tộc Wapiti người Mỹ bản địa có vùng đất đang bị quân đội liên bang nhắm đến.

### Cốt truyện
Sau một vụ cướp phà bất thành năm 1899, băng đảng Van der Linde buộc phải bỏ lại một lượng tiền tích trữ lớn và chạy trốn khỏi Blackwater. Những thành viên của băng Van der Linde bao gồm Arthur Morgan, John Marston, Hosea Matthews, Bill Williamson, Micah Bell, Javier Escuella, Lenny Summers, Charles Smith, Sean MacGuire, Uncle, Abigail Roberts, Molly O'Shea, Tilly Jackson, Simon Pearson, Leopold Strauss, Karen Jones, Susan Grimshaw, Josiah Trelawny, Mary-Beth Gaskill, Reverend Swanson. Cả nhóm dựng tạm một nơi trú ẩn tại Colter. Sau đó, trong quá trình tìm kiếm thức ăn và thông tin, Arthur, Micah và Dutch đã bắt gặp một nhà dân bị một số tay súng băng O'Driscolls cướp. 3 người đã tiêu diệt chúng và cứu Sadie Adler, người vợ trong trang trại đã bị băng O'Driscolls thủ tiêu. Cô sau đó cũng gia nhập vào băng Van der Linde.
Trong quá trình chạy trốn khỏi miền nam, Dutch đã quyết định sẽ cướp một chuyến tàu thuộc sở hữu của Cornwall, người sau đó đã thuê văn phòng Pinkertons, nơi đã gửi Andrew Milton và Edgar Ross để truy lùng cả nhóm. Nhận thấy kỷ nguyên của những kẻ nằm ngoài vòng pháp luật đã đến hồi kết, cả băng đã quyết định sẽ kiếm đủ tiền để thoát khỏi vòng vây pháp luật và ẩn tích. Cả băng sau đó đã chuyển đến New Hanover và làm đủ mọi thứ việc  gồm cả cướp bóc để kiếm tiền, vì Dutch luôn hứa đây sẽ là vụ cuối cùng.
Sau vụ đấu súng với Cornwall và tay sai của ông ta, cả nhóm buộc phải chuyển nơi trú ẩn vì đặc vụ Milton đã tìm ra nơi ở của băng, Tại Rhodes, cả nhóm gặp băng Grays và băng Braithwaites, cả 2 gia đình được cho là đang trữ vàng sau nội chiến. Cả nhóm làm việc cho cả 2 băng chỉ để chúng quay ra tàn sát lẫn nhau, nhưng đã bị phát hiện. Một thành viên trong băng Van der Linde đã bị bắn gục. Cả nhóm sau đó tiêu diệt cả 2 băng và biết được Jack đã bị bắt cóc và bán cho trùm tội phạm Angelo Bronte.
Dutch, John và Arthur sau đó di chuyển đến Saint Denis để chuộc lại Jack. Bronte trả lại Jack và giữ băng Van der Linde làm việc cho mình, nhưng sau đó lại lừa họ. Tức giận, Dutch đã bắt cóc Bronte, dìm chết và ném xác cho cá sấu. Lúc này, Dutch nhận thấy không còn hy vọng nào cho băng ở United States nữa. Băng sau đó đã cướp ngân hàng tại Saint Denis để lấy tiền thoát khỏi đây bằng đường biển. Pinkerston đã bắt giữ được Hosea sau khi ông cho nổ tòa nhà khác để đánh lạc hướng, dẫn đến trước ngân hàng băng đang cướp, và thủ tiêu ông. Một cuộc đấu súng ác liệt đã diễn ra, Lenny bị bắn gục và John bị bắt sống. Arthur, Dutch, Bill, Micah và Javier trốn lên một chiếc tàu đi đến Cuba.
Khi đang trên đường đến Cuba, một cơn bão bất ngờ ập đến, cả nhóm bị lạc và trôi dạt đến bở biển của Guarma. Tại đây nhóm vướng vào cuộc chiến giữa những chủ đồn điền mía đường và dân bản địa. Cả nhóm đã giúp dân bản địa và có được phương tiện để trở lại United States. Cả nhóm đã đoàn tụ với nhau. Sau khi chống lại cuộc tấn công từ Pinkerston, Dutch đã lên kế hoạch cho lần cướp bóc cuối cùng nhắm vào công ty khai thác than. Cho dù Dutch đã nhấn mạnh chưa cứu John vội, nhưng Arthur và Sadie đã trái lệnh. Ngay sau đó, Dutch đã lợi dụng Eagle Flies, thủ lĩnh của bộ tộc bản địa, tấn công nhân viên của chính phủ United States để đánh lạc hướng cho băng, điều này trái với đề nghị từ Arthur. Dutch bắt đầu hoài nghi lòng trung thành của Arthur, và coi Micah như cánh tay phải thay cho Hosea.
Trong khi đó, Arthur lại đặt dấu hỏi về Dutch, liệu ông có còn là người mà anh đã biết, vì Dutch bắt đầu giết người vô tội vạ nhiều hơn, bỏ quên lý tưởng chung của nhóm. Sau đó Arthur phát hiện mình bị nhiễm lao phổi, lây từ Thomas Downes vì anh đã đấm ông ta đến chết để lấy lại tiền nợ cho băng. Đối mặt với cái chết, Arthur đã xem lại tất cả nhưng việc của mình đã làm và làm sao để bảo vệ băng sau khi anh chết.
Vài thành viên của băng mất niềm tin và thoát li, trong khi Dutch và Micah lên kế hoạch cho phi vụ cuối cùng để cướp tàu chở tiền. Arthur thuyết phục John bỏ trốn với gia đình và bắt đầu cuộc sống mới. Dutch sau đó đã bắn chết Cornwall. Niềm tin về Dutch của Arthur hoàn toàn sụp đổ khi thấy Dutch bỏ rơi John bị bắn và từ chối cứu Abigail khi cô bị bắt bởi Milton. Arthur cùng với Sadie đã cứu Abigail. Trong cuộc giải cứu, Arthur rất sốc khi biết kẻ phản bội là Micah, khi nghe tiết lộ từ Milton trước khi ông ta bị bắn chết bởi Abigail.
Trước khi đến hỏi tội Micha, anh nói với Sadie và Abigail hãy trốn đến nơi an toàn và hãy bảo trọng. Arthur đi đến nơi trú ẩn của cả nhóm, chất vấn tay ba với Dutch và Micah. Trong khi cả nhóm đang cãi cả, John bất ngờ trở về và chỉ trích Dutch đã bỏ rơi anh. Arthur sau đó lên đạn súng và nói với mọi người hãy chọn phe. Giờ đây nhóm chia thành 2 phe: Arthur, John, Susan và Dutch, Micah, Javier, Joe, Cleet. Micah nổ súng bắn gục Susan. Đúng lúc đó Pinkerston tràn đến, 6 người của băng lẩn trốn thoát ra khỏi cuộc đấu súng với Pinkerston. Lúc này sẽ có 2 lựa chọn cho người chơi: (1) câu giờ cho John chạy trốn và (2) trở về hang để lấy tiền
1. John chạy trốn với chiếc mũ và cặp đeo Arthur đưa cho. Arthur một mình hướng lên vách núi chống lại cả Pinkerston và Micah đuổi từ sau. Micah và Arthur đã đấm nhau ngay trên vách núi, khi Arthur gần cầm lấy được khẩu súng thì bị Dutch chặn lại. Arthur nói những lời cuối cùng với Dutch. Sau khi nghe những lời này, mặc cho Micah muốn Dutch gia nhập nhóm mình, nhưng Dutch đã rời đi. Lúc này sẽ có 2 hướng kết thúc: nếu điểm Danh dự đủ cao, cutscene sẽ cho ta thấy cảnh Arthur lê xác dựa vào vách núi, mặt hướng về phía bình minh và ra đi trong yên bình, nếu điểm Danh dự thấp, Arthur sẽ bị Micah bắn vào đầu.
2. John chạy trốn với chiếc mũ và cặp đeo Arthur đưa cho, Arthur một mình quay về hang để lấy tiền, sau đó sẽ bị chặn lại bởi Micah và dù thế nào cũng sẽ bị hạ gục.

Câu chuyện về Arthur kết thúc và mở đầu cho hồi kết.
8 năm sau, John quay trở về cùng với Abigail và Jack, lấy tên là Jim Milton. Sau khi tìm được việc làm ở một trang trại nhỏ, John đã phải cầm súng để chống lại đám cướp đe dọa đến trang trại. Tuy được ông chủ tin tưởng nhưng đồng thời Abigail lại sợ John sẽ trở về như ngày xưa. Cô bỏ đi với Jack và nhắn với John điều này. John rất đau khổ. Sau vài tháng làm việc tại trang trại, John nhờ sự giúp đỡ từ chủ trang trại để vay tiền ngân hàng mua một mảnh đất tại Blackwater. Sau đó John đã tái ngộ cùng ông chú già và Charlies, cả 2 đã giúp anh xây nhà và trang trại. Anh cũng đã gặp lại Sadie và giúp cô một số nhiệm vụ bắt giữ những kẻ nằm ngoài vòng pháp luật. Abigail trở về cùng Jack. Sau khi Sadie có được thông tin về Cleet, cả 3 người John, Sadie và Charlie đã đi tìm Cleet. Hắn ta sau khi bị đe dọa đã khai ra nơi lẩn trốn của băng Micah. Cả 3 hướng đến khu vực này. Sau những màn đọ súng quyết liệt với tay chân của Micah, Charlies và Sadie bị thương nặng. John một mình đi lên đến lều của Micah. Sadie cố gắng đi lên và cứu John suýt bị bắt chết bởi Micah. Dutch đột ngột xuất hiện từ trong căn lều. Micah nhanh chóng khống chế Sadie. Sau vài đoạn hội thoại, Dutch bất ngờ bắn Micah. Sadie nhân cơ hội trốn được, John sau đó liên tục nã súng vào Micah. Micah chết sau đó. Dutch bỏ đi không nói một lời nào. John phát hiện trong lều có rất nhiều tiền mặt và vàng thỏi. Anh đã chia số tiền này và trả hết nợ. Đoạn kết cho ta thấy cảnh Charlies và Sadie đều rời đi. 4 người gồm John, Abigail, Jack và ông chú già sống cùng nhau tại trang trại của John.
Cuộc sống của những thành viên còn lại có thể được tìm thấy qua các mảnh báo và những cuộc gặp ngẫu nhiên.
Khi hoàn thành trò chơi 100% (bao gồm những mini quest, khám phá xung quanh bản đồ), người chơi sẽ được thấy một cutscene trong đó John đứng trước mộ của Arthur và nói "I guess we're just about done, my friend" (Vậy là sắp xong rồi nhỉ, bạn của tôi).

## Quá trình phát triển
Công việc sơ bộ cho quá trình phát triển Red Dead Redemption 2 đã bắt đầu ngay sau khi phát hành Red Dead Redemption (2010). Rockstar San Diego, xưởng sản xuất đứng sau trò chơi gốc, đã có phác thảo về trò chơi vào giữa năm 2011 và đến cuối năm 2012, các kịch bản sơ bộ của trò chơi cơ bản đã hoàn thành. Khi Rockstar Games nhận ra rằng một nhóm các xưởng game riêng biệt không nhất thiết phải hoạt động, hãng đã nhóm tất cả các xưởng thành một nhóm lớn, và đặt tên là Rockstar Studios, để tạo điều kiện phát triển giữa 1.600 người; tổng cộng có khoảng 2.000 người đã làm cho trò chơi. Ước tính của nhà phân tích đặt ngân sách tiếp thị và phát triển kết hợp của trò chơi vào khoảng từ 370 triệu đô la Mỹ đến 540 triệu đô la Mỹ, khiến nó trở thành một trong những trò chơi điện tử đắt nhất để phát triển.
Trong khi chủ đề chính của trò chơi gốc là bảo vệ gia đình bằng mọi giá, Red Dead Redemption 2 kể câu chuyện về sự tan vỡ của một gia đình dưới hình thức băng đảng Van der Linde. Nhóm đã quan tâm đến việc khám phá câu chuyện về lý do tại sao băng nhóm tan rã, như thường đề cập trong trò chơi đầu tiên. Phó chủ tịch sáng tạo của Rockstar là Dan Houser đã lấy cảm hứng từ phim điện ảnh và văn học khi viết cốt truyện, mặc dù ông tránh các tác phẩm đương đại để không bị buộc tội ăn cắp ý tưởng. Nhóm không lấy cảm hứng cụ thể từ phim hay nghệ thuật mà là các địa điểm có thật, tập trung vào việc tạo ra sự phản ánh chính xác về thời gian, con người và địa điểm. Những người dân trong trò chơi có sự phân giai cấp giữa giàu và nghèo, trong khi các vùng đất có sự tương phản giữa văn minh và hoang dã.
Các phiên ghi hình của Red Dead Redemption 2 bắt đầu từ năm 2013. Rockstar muốn có nhiều nhân vật đa dạng trong băng nhóm Van der Linde. Những cây viết cốt truyện đặc biệt tập trung vào những câu chuyện riêng đằng sau mỗi nhân vật, khám phá cuộc sống của họ trước khi nhập băng đảng và lý do họ ở lại với nhóm. Trong quá trình phát triển, một số nhân vật bị loại do tính cách của họ không đủ để thêm vào câu chuyện. Các diễn viên đôi khi ứng biến thêm một số lời thoại, nhưng hầu hết vẫn trung thành với kịch bản. Nhóm quyết định người chơi sẽ điều khiển một nhân vật trong Red Dead Redemption 2, trái ngược với ba nhân vật chính trong tựa game trước đó của Rockstar là Grand Theft Auto V (2013), để theo dõi nhân vật một cách cá nhân hóa hơn và hiểu các sự kiện tác động đến anh ta như thế nào. Họ cảm thấy một nhân vật đơn lẻ phù hợp hơn với cấu trúc tường thuật của miền viễn tây.
Red Dead Redemption 2 là trò chơi đầu tiên của Rockstar được xây dựng riêng cho PlayStation 4 và Xbox One. Rockstar đã kiểm tra khả năng kỹ thuật của các hệ máy này khi chuyển Grand Theft Auto V, ban đầu phát hành trên PlayStation 3 và Xbox 360. Khi nhóm đã xác định những giới hạn nào là có thể, họ đã tìm thấy những khu vực cần tập trung nhất. Một trong những mục tiêu của Rockstar với lối chơi Red Dead Redemption 2 là làm cho người chơi cảm thấy như thể họ đang sống trong một thế giới, thay vì chơi các nhiệm vụ và xem các đoạn phim cắt cảnh. Họ sử dụng phương pháp cắm trại theo hình thức di chuyển liên tục của băng đảng, để người chơi có thể tương tác với các nhân vật khác. Nhóm đảm bảo các nhân vật giữ được tính cách và tâm trạng giống nhau từ đoạn phim cắt cảnh đến lối chơi để làm cho thế giới trở nên sống động và chân thực hơn.
Nhạc sĩ từng làm việc với Rockstar trong trò chơi gốc và Grand Theft Auto V là Woody Jackson đã quay lại để sáng tác nhạc nền cho game Red Dead Redemption 2 có ba loại nhạc nền khác nhau: tường thuật, phát ở các nhiệm vụ theo câu chuyện của trò chơi; tương tác, khi người chơi đang chuyển vùng trong thế giới mở hoặc trong chế độ nhiều người chơi; và môi trường, bao gồm các bài hát hát lửa trại hoặc một nhân vật chơi nhạc. Âm nhạc của trò chơi thường là phản ánh tùy theo quyết định của người chơi. Jackson đã mua một số nhạc cụ hay được giới thiệu trong các bộ phim cao bồi cổ điển từ Wrecking Crew. Tổng cộng hơn 110 nhạc sĩ đã soạn phần âm nhạc cho trò chơi. Daniel Lanois soạn các bản nhạc gốc cho trò chơi, cộng tác với các nghệ sĩ như D'Angelo, Willie Nelson, Rhiannon Giddens, và Josh Homme. Giám đốc âm nhạc và âm thanh Ivan Pavlovich cũng mời người chơi saxophone Colin Stetson, ban nhạc thử nghiệm Senyawa và nhạc sĩ Arca để tạo ra các bản nhạc.
Rockstar Games lần đầu hé lộ Red Dead Redemption 2 vào ngày 16–17 tháng 10 năm 2016, trước khi có thông báo chính thức ngày 18 tháng 10 năm 2016. Ban đầu dự kiến phát hành vào nửa cuối năm 2017, trò chơi đã bị trì hoãn hai lần: lần đầu tiên đến Q1/Q2 năm 2018, và sau đó đến ngày 26 tháng 10 năm 2018. Theo Rockstar, trò chơi cần thêm thời gian phát triển để "hoàn thiện". Nhằm thúc đẩy doanh số đặt hàng trước, Rockstar đã hợp tác với một số cửa hàng bán lẻ để bán phiên bản đặc biệt của trò chơi. Một ứng dụng đồng hành phát hành cùng với trò chơi cho các thiết bị Android và iOS, hoạt động như một màn hình thứ hai, trong đó, người chơi có thể xem các vật phẩm trong trò chơi như danh mục, nhật ký và bản đồ thu nhỏ thời gian thực. Trò chơi phát hành cho Windows ngày 5 tháng 11 năm 2019, và là tựa đề ra mắt cho Stadia khi dịch vụ phát hành ngày 19 tháng 11 năm 2019. Phiên bản Windows có những cải tiến về hình ảnh và kỹ thuật.

## Đón nhận

### Đánh giá quan trọng

Thế giới mở trong Red Dead Redemption 2, một đại diện hư cấu của Miền Tây, Trung Tây và Nam Hoa Kỳ, được ca ngợi là một trong những game hay nhất trong trò chơi điện tử.

Red Dead Redemption 2 đã nhận được "sự hoan nghênh toàn cầu" từ các nhà phê bình, theo trang tổng hợp đánh giá Metacritic. Đây cũng là trò chơi PlayStation 4 và Xbox One được xếp hạng cao nhất trên Metacritic cùng với Grand Theft Auto V của Rockstar, và là trò chơi thứ năm được xếp hạng cao nhất về tổng thể, cùng với một số trò chơi khác. Những người đánh giá khen ngợi cốt truyện, nhân vật, thế giới mở, đồ họa, âm nhạc và mức độ chi tiết. Matt Bertz của Game Informer đã mô tả trò chơi là "cuộc phiêu lưu lớn nhất và gắn kết nhất mà Rockstar Games từng tạo ra", và David Meikleham của GamesRadar cảm thấy đây là "đại diện cho đỉnh cao hiện tại của thiết kế trò chơi điện tử". Keza MacDonald của The Guardian tuyên bố "một trò chơi mang tính bước ngoặt" và "một dấu ấn tầm cao mới cho thế giới trò chơi điện tử sống động như thật"; Luke Reilly của IGN đã gọi đây là "một trong số những trò chơi hay nhất thời hiện đại". Peter Suderman, viết cho The New York Times, coi Red Dead Redemption 2 là một ví dụ của trò chơi điện tử như một tác phẩm nghệ thuật, so sánh khả năng của trò chơi với "[kể] những câu chuyện riêng lẻ dựa trên bối cảnh bản sắc dân tộc và văn hóa, phá vỡ thể loại của chúng trong khi nâng cao hình thức" so sánh nó ngang với những bộ phim điện ảnh và truyền hình như The Godfather và The Sopranos.
Meikleham của GamesRadar viết "về mặt cốt truyện, đây có lẽ là trò chơi triple-A táo bạo nhất từng được thực hiện", ca ngợi tính khó đoán của câu chuyện và so sánh "tầm cỡ" với The Last of Us (2013). MacDonald của The Guardian cũng ca ngợi những phần bất ngờ, hoan nghênh khả năng của người viết trong việc đưa các câu chuyện nhỏ hơn vào tổng thể. Nick Plessas của Electronic Gaming Monthly lưu ý rằng những câu chuyện hay nhất của trò chơi "được tìm thấy ở bên lề", do người chơi phát hiện và viết. Bertz của Game Informer cảm thấy cốt truyện hiếm khi bị lặp lại, một kỳ tích ấn tượng khi xét đến phạm vi của trò chơi. Ngược lại, Kallie Plage của GameSpot tỏ ra thất vọng vì phần sau của câu chuyện khá dễ đoán, mặc dù đã thừa nhận sự lặp lại như vậy là một yếu tố "quyết định" trong câu chuyện của Arthur. Một số người đánh giá cũng nhận xét về thời gian mở màn chậm của trò chơi và phần kết dài dòng của nó.
Plessas của Electronic Gaming Monthly nhận thấy hành trình cứu chuộc của Arthur Morgan "được chuộc lỗi nhiều hơn" so với hành trình của John Marston trong Red Dead Redemption, lưu ý rằng tội lỗi của nhân vật chính đã nâng cao sự đồng cảm của ông đối với nhân vật. Ngược lại, Martin Robinson của Eurogamer cho rằng Arthur kém hấp dẫn hơn Marston, dẫn đến một câu chuyện khó hiểu. Plangge của GameSpot đã viết rằng các nhân vật mới trong trò chơi góp phần đáng kể vào chất lượng của câu chuyện. Mike Williams của USgamer cảm thấy các nhân vật phụ "giống như người thật" do tính cách đa dạng của họ và người chơi cảm thấy có mối liên hệ chặt chẽ hơn khi các sự kiện diễn ra trong trò chơi. Reilly của IGN ca ngợi sự đa dạng về văn hóa của dàn nhân vật và việc trò chơi tránh các biếm họa. Navarro của Giant Bomb cũng cảm thấy thu hút với mức độ tình cảm này, lưu ý rằng tính nhân văn của các nhân vật thường thiếu vắng trong các trò chơi Rockstar khác, đặc biệt là trong việc miêu tả sâu sắc những xung đột nội tâm của Arthur. MacDonald của The Guardian cảm thấy các nhân vật đáng tin cậy hơn nhờ "màn trình diễn xuất sắc đến bất ngờ". Chris Plante của Polygon đã tìm thấy bản mô tả trò chơi của các nhân vật người Mỹ bản địa, lấy cảm hứng từ việc "kết hợp những người, địa điểm và nhóm trong thế giới thực lại với nhau thành những thực thể độc nhất", không nhạy cảm hay khó hiểu, nhưng lời bình luận chính trị của trò chơi đã tỏa sáng khi tập trung vào quyền lực và sức mạnh của dòng họ Braithwaite và Gray.
Bertz của Game Informer cảm thấy trò chơi "rõ ràng là thế giới mở được xây dựng công phu và hiện thực hóa đầy đủ nhất trong các trò chơi điện tử". Nhiều nhà phê bình khác cũng đồng tình với cảm nghĩ này: Navarro của Giant Bomb coi người dân trong thế giới mở là khía cạnh hay nhất của trò chơi, và Plessas của Electronic Gaming Monthly lưu ý bản đồ của trò chơi "mở rộng ranh giới ngành cả về quy mô và chi tiết". Robinson của Eurogamer coi đây là  thế giới lớn nhất của Rockstar kể từ Grand Theft Auto: San Andreas (2004). MacDonald của The Guardian đã mô tả thế giới mở "gần như kỳ diệu", ca ngợi cách nó bắt chước phong cảnh thực của Mỹ. Reilly của IGN coi thế giới của trò chơi là "rộng hơn, đẹp hơn và đa dạng hơn" so với thế giới trước đó, một phần là nhờ vào cáu cách mỗi môi trường đem lại cảm giác thực như thế nào. Plangge của GameSpot cảm thấy bắt buộc phải khám phá thế giới mở do tính đa dạng, khả năng phản ánh và những điều bất ngờ của nó.
Meikleham của GamesRadar tuyên bố Red Dead Redemption 2 là "trò chơi điện tử đẹp nhất mọi thời đại" với hệ thống ánh sáng và thời tiết ấn tượng nhất. Reilly của IGN đã mô tả trò chơi "không thể phủ nhận là nó quá đẹp" do công cụ chiếu sáng, hoạt ảnh trên khuôn mặt và mức độ chi tiết trên thế giới. Bertz của Game Informer ca ngợi sự chú ý đến từng chi tiết của giai đoạn lịch sử, viết rằng "những vùng hoang dã rộng lớn có cảm giác sống động nhờ hệ thống thời tiết tuyệt với, hiệu ứng âm thanh xung quanh và nhiều thứ khác như hệ sinh thái động thực vật, một tham vọng chưa từng thấy trong trò chơi". Plessas của Electronic Gaming Monthly cảm thấy thiết kế đồ họa và nghệ thuật của trò chơi cũng rất ấn tượng về thể chất và khả năng phản xạ dưới dạng hình ảnh. Williams của USgamer nhận thấy trò chơi này là một trong những trò chơi đẹp nhất trên PlayStation 4 và Xbox One.
Bản nhạc của Woody Jackson được Reilly của IGN gọi là "đỉnh cao", ông đã mô tả nó là "sự kết hợp gợi cảm giữa tiếng guitar réo rắt theo kiểu Ennio Morricone-esque và những bản nhạc có hồn hơn". Meikleham của GamesRadar viết rằng bản nhạc "vừa hấp dẫn vừa chiết trung". Dean Takahashi của VentureBeat cảm thấy nhạc nền đã đóng góp đáng kể vào sự mãi mê của trò chơi, trong khi Bertz của Game Informer lưu ý nhạc nền đã bổ sung tính thực tế cho thế giới bằng cách sử dụng các yếu tố của Âm nhạc dân gian Mỹ. Kirk McKeand của VG247 khen sự kết hợp của âm nhạc trong quá trình khám phá và cường độ của nó trong khi chiến đấu, đồng thời ca ngợi việc sử dụng hợp lý các bài hát để làm nổi bật những khoảnh khắc tường thuật quan trọng. Graham Banas của Push Square đã gọi đây là một trong những bản nhạc nền hay nhất thập niên 2010, viết rằng nó "đã nâng tầm về những gì một bản nhạc nền có thể đạt được".
Lối chơi của Red Dead Redemption 2 nhận lời khen ngợi từ Navarro của Giant Bomb, "từ những nhiệm vụ lớn nhất cho đến những tương tác nhỏ nhất, tất cả mang lại cảm giác như nội dung này được sáng tạo riêng lẻ". Meikleham của GamesRadar cũng khen ngợi mức độ chi tiết và giá trị trong cơ chế phụ của trò chơi. Plessas của Electronic Gaming Monthly đã viết rằng các chi tiết tinh tế của trò chơi là "quan trọng đến mãi mê", lưu ý rằng chúng loại bỏ bất kỳ sự phân chia nào giữa người chơi và trải nghiệm tổng thể. Bertz của Game Informer đánh giá cao các nhiệm vụ tránh bạo lực trong trò chơi, muốn có thêm "những khoảnh khắc yên tĩnh xuyên suốt câu chuyện". Reilly của IGN cảm thấy dù "nặng nề" hơn so với các nhân vật chính của Grand Theft Auto V, nhưng việc Arthur di chuyển trên khắp thế giới không gây cảm giác cồng kềnh. Plante của Polygon thấy còn hạn chế trong các tùy chọn hội thoại của trò chơi, nhưng vẫn là một cải tiến so với tính bạo lực của các trò chơi hành động khác. Robinson của Eurogamer bày tỏ sự thất vọng về việc trò chơi thiếu tự do trong một số nhiệm vụ cốt truyện.
Reilly của IGN cảm thấy mặc dù cách chiến đấu của trò chơi vay mượn từ công thức của Grand Theft Auto, nhưng các trận chiến gần hơn với nhiều loại súng thô sơ hơn dẫn đến những cuộc chạm trán thân mật và "thú vị" hơn. Chris Carter của Destructoid đã mô tả màn đấu súng là "tuyệt vời" và ca ngợi cơ chế Dead Eye của trò chơi vì đã cho phép "làm cho một số cuộc đối đầu gay cấn trở nên đẹp hơn". Plessas của Electronic Gaming Monthly đã viết "rất ít trò chơi cố gắng phát triển lại tinh hoa của game bắn súng theo kiểu nhắm-rút súng-kéo cò-bắn, nhưng Red Dead 2 đạt được điều đó một cách tự tin và tao nhã". Sam White của GQ nhận thấy súng là "công cụ chậm hơn nhưng có ý nghĩa hơn", khiến chúng có cảm giác chết chóc hơn trong chiến đấu. Williams của USgamer cảm thấy trò chơi hay hơn  bản tiền nhiệm nhưng "không phải là lối chơi chiến đấu góc nhìn thứ ba tốt nhất".
Film Crit Hulk viết cho Polygon, ông chỉ trích hệ thống điều khiển của trò chơi, tóm tắt cảm giác về nó là "không chỉ vừa khó vừa làm cho có, mà còn đơn điệu hoặc liên tục gây thất vọng". Kirk Hamilton của Kotaku chê bai việc tương tác với thế giới trở nên "bực bội và không nhất quán" là kết quả của "sơ đồ điều khiển lộn xộn, chậm chạp lê thê và giao diện người dùng không rõ ràng"; mô tả lối chơi giống như việc đưa ra chỉ dẫn cho một diễn viên do điều hướng "khó khăn, nặng nề và không trau chuốt" cũng như các thao tác bấm nút chậm hoặc không thỏa mãn. Robert Ramsey của Push Square đã gọi các điều khiển "có thể sử dụng được" nhưng "gây phẫn nộ" và bố cục nút cho các hành động khác nhau quá phức tạp.
Nhà báo Jim Sterling cảm thấy chủ nghĩa hiện thực tuyệt đối trong trò chơi đã hạn chế khả năng và khiến kéo dài các kịch bản hoặc hoạt ảnh khác nhau, chẳng hạn như săn động vật để lấy đồ của chúng. Film Crit Hulk, viết cho Polygon, cảm thấy khả năng tương tác với quá nhiều đồ vật dẫn đến vô nghĩa và việc phấn đấu cho chủ nghĩa hiện thực trong một trò chơi điện tử không có tác dụng trong thực tế. Jeff Grubb của VentureBeat đã viết mặc dù đưa ra một loạt các lựa chọn cho người chơi, lối chơi vẫn bị hạn chế đáng kể khi ngăn chặn các cơ hội khác. Williams của USgamer cảm thấy hệ thống truy nã đang trừng phạt người chơi một cách bất công vì lỡ phạm những tội khó tránh, chẳng hạn như vô tình giết NPC khi va chạm. Matt Reynolds của Wired đã kết hợp các yếu tố trò chơi liên quan đến sức khỏe của nhân vật người chơi và sự cống hiến cần thiết, lưu ý rằng trò chơi "trao đổi sự say mê để lấy quan sát" và rằng "đôi khi, việc duy trì nhân vật liên tục giống như một việc vặt".

### Giải thưởng
Red Dead Redemption 2 đã nhận được nhiều đề cử và giải thưởng từ tạp chí trò chơi, giành được một số giải thưởng Trò chơi của năm. Trước khi phát hành, game đã được đề cử cho Trò chơi được mong đợi nhất tại The Game Awards trong năm 2016 và 2017, và Trò chơi được mong muốn nhất tại Golden Joystick Awards. Tại The Game Awards 2018, trò chơi đã nhận được 8 đề cử và tiếp tục giành 4 giải: Thiết kế âm thanh hay nhất, Tường thuật hay nhất, Nhạc nền/Âm nhạc hay nhất và Màn trình diễn xuất sắc nhất cho Roger Clark trong vai Arthur Morgan. Tại của Best of 2018 của IGN, trò chơi thu về 7 đề cử, thắng 2 giải và giành vị trí á quân với 4 giải (sau God of War). Trò chơi đã giành được tám đề cử tại 22nd Annual D.I.C.E. Awards, bao gồm Trò chơi của năm. Tại SXSW Gaming Awards lần thứ 6, Red Dead Redemption 2 đã được vinh danh là Trò chơi thịnh hành của năm và giành chiến thắng cho giải SFX xuất sắc và Thành tựu kỹ thuật. Trò chơi đã nhận được bảy đề cử tại 19th Game Developers Choice Awards, và sáu tại 15th British Academy Games Awards.
Trên Metacritic, Red Dead Redemption 2 là trò chơi được đánh giá cao nhất năm 2018. Trò chơi cũng xuất hiện trong một số danh sách cuối năm gồm những trò chơi hay nhất năm 2018, nhận được giải Trò chơi của năm tại Australian Games Awards, Brazil Game Awards, Fun & Serious Game Festival, Global Game Awards, IGN Australia Select Awards, và Italian Video Game Awards, và từ các đại lý như 4Players, AusGamers, Complex, Digital Trends, Edge, Electronic Gaming Monthly, Gamereactor, GameSpot, The Guardian, Hot Press, news.com.au, The Telegraph, USgamer, và Vulture; game cũng đứng hàng á quân trong một số ấn phẩm khác. Trò chơi được xếp vào danh sách những trò chơi hay nhất thập niên 2010 bởi Entertainment.ie, The Hollywood Reporter, Metacritic, National Post, NME, Stuff, Thrillist, VG247, và Wired UK.

## Doanh thu
Vì phần trước của loạt là một trong những trò chơi được đánh giá cao và bán chạy nhất của thế hệ thứ bảy, nên nhiều nhà phân tích tin rằng Red Dead Redemption 2 sẽ là một trong những trò chơi có doanh thu cao nhất năm 2018 và sẽ có tác động lớn đến doanh số bán trò chơi khác trong quý IV. Sau khi trò chơi công bố vào tháng 10 năm 2016, nhà phân tích Ben Schacter của Macquarie Research ước tính rằng nó sẽ bán được 12 triệu trong quý đầu tiên, trong khi các nhà phân tích tại Cowen and Company đưa ra ước tính "thận trọng" là 15 triệu bản. Tháng 7 năm 2018, nhà phân tích Mat Piscatella đã dự đoán Red Dead Redemption 2 sẽ là trò chơi bán chạy nhất năm 2018, hơn các tựa game bom tấn khác như Battlefield V, Call of Duty: Black Ops 4 và Fallout 76; một số nhà bình luận trong ngành lưu ý rằng các loạt thường xuyên như Assassin's Creed và Call of Duty đã ra mắt các phần mới trong năm 2018—Odyssey và Black Ops 4, tương ứng—sớm hơn thường lệ, dự đoán việc tránh cạnh tranh với Red Dead Redemption 2. Ngay trước khi trò chơi phát hành tháng 10 năm 2018, Schacter ước tính trò chơi sẽ bán 15 triệu bản trong quý đầu tiên, mặc dù lưu ý kỳ vọng của nhà đầu tư là 20 triệu bản; Michael Pachter của Wedbush Securities dự đoán là 25 triệu. Michael Olson của Piper Jaffray nói doanh thu dự kiến từ 400 đô la Mỹ đến 500 triệu đô la Mỹ trong ba ngày đầu tiên, trong khi Doug Creutz của Cowen Inc. ước tính từ 550 đô la Mỹ đến 600 triệu đô la Mỹ.
Red Dead Redemption 2 đã có tuần mở màn lớn nhất trong lịch sử ngành giải trí  kiếm được hơn 725 triệu đô la Mỹ doanh thu trong ba ngày, và hơn 17 triệu bản đã được xuất xưởng tổng cộng trong hai tuần, vượt quá doanh số bán hàng trọn đời của Red Dead Redemption. Ngoài ra, Red Dead Redemption 2 là loạt game có doanh thu ra mắt cao thứ hai (sau Grand Theft Auto V) và lập kỷ lục về số lượng đơn đặt hàng trước lớn nhất từ trước đến nay, doanh số bán hàng trong ngày đầu tiên lớn nhất và doanh số bán hàng cao nhất chỉ trong ba ngày đầu tiên mở bán trên PlayStation Network. Giá cổ phiếu của công ty mẹ của Rockstar là Take-Two Interactive, tăng chín phần trăm trong tuần sau khi phát hành. Takahashi của VentureBeat lưu ý rằng trò chơi có khả năng hòa vốn trong tuần đầu tiên và, dựa trên ước tính của nhà phân tích, sẽ bắt đầu kiếm được lợi nhuận từ tháng 12 năm 2018. Trò chơi đã xuất xưởng 23 triệu bản trong năm 2018, tạo ra doanh thu 1,38 tỷ đô la Mỹ và doanh số bán hàng đạt 29 triệu bản vào năm 2019, 36 triệu trong năm 2020, và 43 triệu trong năm 2021; kể từ tháng 9 năm 2022, đã bán 46 triệu bản. Tính theo doanh thu bằng đô la, đây là trò chơi bán chạy nhất trong nửa cuối thập niên 2010, và là trò chơi bán chạy thứ bảy trong thập kỷ nói chung. Red Dead Redemption 2 là một trong trò chơi điện tử bán chạy nhất.
Tại Hoa Kỳ, Red Dead Redemption 2 là trò chơi bán chạy thứ hai trong tháng 10 năm 2018, sau Call of Duty: Black Ops 4. Đây là trò chơi bán chạy nhất nước trong tháng 11, và bán chạy thứ ba trong tháng 12. Nhìn chung, nó là trò chơi bán chạy nhất năm. Năm 2019, trò chơi này đã duy trì vị trí trong các bảng xếp hạng hàng đầu của quốc gia, và là trò chơi thứ mười hai- trò chơi bán chạy nhất của năm. Nó vẫn nằm trong bảng xếp hạng nửa đầu năm 2020. Tại Anh,  Red Dead Redemption 2 là trò chơi bán lẻ bán chạy nhất trong tuần đầu tiên phát hành và là trò chơi bán chạy thứ hai trong năm 2018 (sau FIFA 19). Doanh số bán vật lý trong tuần đầu tiên của trò chơi đã tăng gấp đôi so với phiên bản tiền nhiệm, với 68% doanh thu từ phiên bản PlayStation 4. Red Dead Redemption 2 cũng là trò chơi không thuộc FIFA bán chạy thứ ba trong thế hệ của nó, sau Call of Duty: Black Ops III và Call of Duty: Advanced Warfare. Tại Anh, đây là trò chơi bán chạy thứ hai trong năm 2018, đứng thứ năm trong năm 2019, đứng thứ mười một trong năm 2020, và đứng thứ sáu năm 2021.
Trong tuần đầu tiên bán tại Nhật Bản, phiên bản PlayStation 4 của Red Dead Redemption 2 đã bán được 132.984 bản, đứng ở vị trí số một trên bảng xếp hạng doanh số trò chơi điện tử ở mọi định dạng. Ở Úc, đây là trò chơi bán chạy nhất năm 2018, và là trò chơi bán chạy thứ mười lăm năm 2020. Trên toàn thế giới, Phiên bản Windows đã bán được 406.000 bản khi ra mắt tháng 11 năm 2019, tăng gấp đôi lên hơn một triệu bản sau khi phát hành trên Steam tháng sau.

## Red Dead Online
Phiên bản nhiều người chơi trực tuyến của Red Dead Redemption 2 có tựa là Red Dead Online, được phát hành dưới dạng beta công khai vào ngày 27 tháng 11 năm 2018, cho những người chơi sở hữu phiên bản đặc biệt của trò chơi gốc, sau đó mở dần cho tất cả chủ sở hữu. Khi bước vào thế giới trò chơi, người chơi có thể tùy chỉnh nhân vật và tự do khám phá môi trường một mình hoặc trong một nhóm "sở hữu". Khi người chơi hoàn thành các hoạt động trong thế giới trò chơi, họ nhận được điểm kinh nghiệm để nâng hạng nhân vật và nhận tiền thưởng, qua đó phát triển hơn. Mặc dù Red Dead Online và Red Dead Redemption 2 cùng chia sẻ nội dung và lối chơi, Rockstar xem chúng như những sản phẩm riêng biệt với quỹ đạo độc lập, được phản ánh trong quyết định ra mắt tựa game nhiều người chơi riêng biệt. Tiến trình của người chơi trong phiên bản beta công khai được chuyển đổi sang khi phiên bản beta kết thúc vào ngày 15 tháng 5 năm 2019. Một ứng dụng độc lập cho Red Dead Online, không yêu cầu trò chơi cơ bản, phát hành ngày 1 tháng 12 năm 2020, dành cho PlayStation 4, Windows và Xbox One. Nội dung sau khi phát hành được thêm vào trò chơi thông qua các bản cập nhật miễn phí. Tháng 7 năm 2022, Rockstar thông báo Red Dead Online sẽ không nhận được bất kỳ bản cập nhật lớn nào nữa, thay vào đó tập trung vào các bản cập nhật nhỏ với nhiệm vụ mới hơn và việc mở rộng các chế độ hiện có khi tài nguyên phát triển bị rút lại để tập trung vào phần tiếp theo trong loạt Grand Theft Auto.

## Tranh cãi
Tháng 2 năm 2018, ấn phẩm công nghệ trực tuyến Trusted Reviews đã đăng một bài báo rò rỉ một số tính năng dự kiến sẽ được đưa vào Red Dead Redemption 2, bao gồm tính năng góc nhìn và chế độ battle royale trong Red Dead Online. Thông tin được lấy từ một tài liệu bị rò rỉ tháng 8 năm 2017, nhưng trang web đã do dự xuất bản bài báo vì các tuyên bố là "không có căn cứ" cho đến khi tài liệu quảng cáo xác thực tính hợp pháp của nó; tài liệu cũng đã được gửi đến các trang web khác vào thời điểm đó. Tháng 11 năm 2018, Trusted Review đã thay thế bài báo bằng một lời xin lỗi, lưu ý rằng "thông tin được bảo mật" và lẽ ra không được xuất bản. Trong một dàn xếp với Take-Two Interactive, Trusted Reviews đã đồng ý quyên góp 1 triệu bảng Anh (1,3 triệu đô la Mỹ) cho các tổ chức từ thiện do Take-Two chọn; Rockstar đã chỉ đạo quyên góp số tiền này cho American Indian College Fund, Khu bảo tồn thảo nguyên Hoa Kỳ và First Nations Development Institute. Cả Trusted Review lẫn Take-Two đều không chỉ ra rằng bất kỳ luật cụ thể nào đã bị vi phạm. Một số nhà báo đã nhận ra sự độc đáo của hành động pháp lý thành công chống lại các phương tiện truyền thông; Seth Barton của MCV/Develop gọi kết quả là "một sự phát triển đáng kinh ngạc cho báo chí trong ngành trò chơi" và cảm thấy rằng nó sẽ dẫn đến việc người trong ngành sẽ do dự khi có rò rỉ thông tin liên quan đến Rockstar trong tương lai. Keza MacDonald của Kotaku đã mô tả tương tự các sự kiện là "bất thường" vì điều đó có thể có nghĩa là Take-Two lập luận rằng thông tin đó là bí mật kinh doạnh và Trusted Review không thể sử dụng quyền bảo vệ lợi ích công cộng; bà nói thêm rằng "nó có thể chứng minh là có ảnh hưởng" và ngăn các ấn phẩm rò rỉ thông tin trong tương lai, ngay cả khi có được một cách hợp pháp.
Trước khi trò chơi được phát hành, Dan Houser tuyên bố nhóm đã làm việc 100 giờ một tuần "vài lần trong năm 2018". Nhiều nguồn giải thích tuyên bố này là "nghiền nát thời gian" của toàn bộ nhân viên phát triển trò chơi, có thể so sánh với những lời buộc tội tương tự do vợ của các nhân viên Rockstar San Diego đưa ra liên quan đến sự phát triển của phiên bản tiền nhiệm của trò chơi. Ngày hôm sau , Rockstar đã làm rõ trong một tuyên bố rằng thời lượng công việc được Houser đề cập chỉ ảnh hưởng đến đội ngũ biên kịch cấp cao cho Red Dead Redemption 2 và thời lượng đó chỉ diễn ra ba tuần trong toàn bộ quá trình phát triển. Houser cũng nói thêm rằng công ty sẽ không bao giờ mong đợi hoặc ép buộc bất kỳ nhân viên nào làm việc miễn là những người ở lại studio phát triển muộn được tiếp sức bởi niềm đam mê của họ đối với dự án. Tuy nhiên, các nhân viên khác của Rockstar lập luận rằng những tuyên bố của Houser không đưa ra bức tranh chính xác về "khủng hoảng văn hóa thời gian" tại công ty, bao gồm thời gian làm thêm giờ "bắt buộc" và thời gian khủng hoảng kéo dài nhiều năm. Do tính chất dựa trên tiền lương của hợp đồng lao động, nhiều nhân viên không được trả lương cho công việc làm thêm giờ của họ và thay vào đó phụ thuộc vào khoản tiền thưởng cuối năm phụ thuộc vào hiệu suất bán hàng của trò chơi. Tuy nhiên, một quan điểm lặp lại trong nhiều tuyên bố của nhân viên là nhận xét rằng điều kiện làm việc đã phần nào được cải thiện kể từ khi phát triển bản gốc Red Dead Redemption. Đến tháng 4 năm 2020, một số nhân viên báo cáo công ty đã có những thay đổi đáng kể do sự công khai xung quanh văn hóa làm việc và nhiều người lạc quan một cách thận trọng về tương lai của Rockstar.
Tháng 11 năm 2018, YouTuber Shirrako đã đăng một số video về nhân vật người chơi của anh ấy giết một nữ NPC đòi quyền bầu cử, bao gồm cả việc cho cá sấu ăn và thả cô ấy xuống giếng. Các nhà phê bình lưu ý rằng phần lớn bình luận trên các video là phân biệt giới tính và coi thường phụ nữ. Shirrako tuyên bố các hành động đó là phi chính trị và ông không ủng hộ các bình luận phân biệt giới tính nhưng không muốn kiểm duyệt chúng. Matt Leonard của GameRevolution gọi phản hồi của Shirrako là "hoàn toàn nhảm nhí", nói ông tiếp tục đăng các video khuyến khích hành vi tương tự. Đáp lại, YouTube đã tạm ngưng kênh do vi phạm nguyên tắc cộng đồng của họ, trích dẫn bản chất đồ họa của nó nhằm mục đích gây sốc và khuyến khích bạo lực. Shirrako đã phản đối quyết định này, cho rằng quyết định đó là đạo đức giả vì hành vi bạo lực trong trò chơi đối với nam giới không nhận được phản hồi tương tự . YouTube đã khôi phục kênh và chỉ định tuổi nghiêm ngặt đối với các video về quyền bầu cử, nhận xét rằng "người đánh giá sẽ được giáo dục về kết quả này và cách tránh lặp lại sai lầm". Vì trò chơi không giới hạn các cuộc tấn công vào phụ nữ cũng như các nhân vật khác, chẳng hạn như trẻ em; các học giả Kristine Jørgensen và Torill Elvira Mortensen, viết trong Games and Culture, thừa nhận mối lo ngại này, nhưng nhận ra trách nhiệm cuối cùng thuộc về người chơi và việc hạn chế các cuộc tấn công có thể được xen vào như một tuyên bố chính trị từ Rockstar và hạn chế đối với quyền tự do biểu lộ của người chơi. Viết cho Public History Weekly, Moritz Hoffman lưu ý rằng vụ việc phản ánh một vấn đề mới hơn của trò chơi thế giới mở: việc trao quyền tự do mà không bị phạt sẽ thúc đẩy mất phản xạ có điều kiện. Trong The Journal of the Gilded Age and Progressive Era, các học giả Hilary Jane Locke và Thomas Mackay đã viết rằng nó "chỉ ra sự tương phản rõ rệt giữa miêu tả của trò chơi về chính trị trong Kỷ nguyên tiến bộ ... và cách một số người chơi phản ứng với những mô tả về nó".
Securitas AB, công ty mẹ của công ty Pinkerton ngày nay, đã đưa ra thông báo ngừng và hủy bỏ cho Take-Two Interactive ngày 13 tháng 12 năm 2018, khẳng định Red Dead Redemption 2 sử dụng tên Pinkerton và hình ảnh huy hiệu là trái với nhãn hiệu của họ và yêu cầu tiền bản quyền cho mỗi bản sao của trò chơi được bán hoặc họ sẽ thực hiện hành động pháp lý. Take-Two đã đệ trình khiếu nại chống lại Securitas vào ngày 11 tháng 1 năm 2019, khẳng định rằng tên Pinkerton gắn liền với Miền Tây hoang dã và việc sử dụng thuật ngữ này không vi phạm nhãn hiệu Pinkerton. Take-Two đã tìm kiếm một phán quyết tóm tắt để tuyên bố việc sử dụng Pinkerton trong trò chơi là được cho phép sử dụng hợp lý. Javy Gwaltney của Game Informer đồng ý với tuyên bố của Take-Two, đặt câu hỏi tại sao Securitas không nhắm mục tiêu vào các tác phẩm khác mô tả Pinkerton trong quá khứ; ông cảm thấy "công ty có thể chỉ muốn cắt giảm lợi nhuận của [trò chơi]". Đáp lại khiếu nại của Take-Two, chủ tịch Pinkerton, Jack Zahran, đã mô tả chân dung Pinkertons trong trò chơi là "vô căn cứ" và "không chính xác", lưu ý rằng các nhân viên của Pinkerton sẽ "phải giải thích cho những người chơi trò chơi trẻ tuổi của họ tại sao Red Dead Redemption 2 khuyến khích mọi người giết Pinkertons ", nhưng hy vọng rằng công ty có thể đi đến một "giải pháp hòa giải" . Đến tháng 4 năm 2019, Securitas đã rút lại khiếu nại của mình và Take-Two cũng rút lại sau đó.

## Di sản
Các nhà phê bình nhất trí rằng Red Dead Redemption 2 là một trong những trò chơi hay nhất của thế hệ thứ tám.  White của GQ mô tả đây là "bản phát hành định hình thế hệ", và McKeand của VG247 gọi nó là "chuẩn mực cho các trò chơi thế giới mở khác khao khát đạt được". Tháng 3 năm 2019, Popular Mechanics đã xếp nó ở vị trí thứ 24 danh sách các trò chơi hay nhất. Tháng 10, IGN đã thêm Red Dead Redemption 2 vào danh sách 100 trò chơi điện tử hàng đầu của họ, xếp thứ 62 vào năm 2019 và thăng hạng 8  năm 2021; biên tập viên Luke Reilly đã khen ngợi "độ chi tiết không tưởng" của game và viết rằng nó "sánh vai với Grand Theft Auto V để thành một trong những thành tựu lớn nhất trong trò chơi thế giới mở ". IGN cũng xếp game là trò chơi Xbox One hay thứ ba và trò chơi hay thứ mười một trên PC và PlayStation 4. Tháng 7 năm 2020, Dylan Haas của Mashable đã coi trò chơi này là trò chơi yêu thích thứ hai mọi thời đại, với lý do tính hiện thực, thế giới, nhân vật và câu chuyện của nó. Tháng 11, TechRadar đã liệt kê trò chơi này trong số những trò chơi hay nhất của thế hệ thứ tám; biên tập viên Gerald Lynch cảm thấy rằng nó đã đặt tiêu chuẩn cho các trò chơi thế giới mở đáng tin cậy. Tháng 12, GamesRadar+ đã xếp nó là trò chơi hay thứ năm của thế hệ này, lưu ý rằng nó đã bắt đầu để tác động đến thể loại nhập vai và thế giới mở; tháng 11 năm 2021, GamesRadar+ đã xếp trò chơi này ở vị trí thứ 28 trong danh sách 50 trò chơi hàng đầu, mô tả là "một trong những trò chơi sanbox hay nhất từng được thực hiện". Tháng 4 năm 2022, Ravi Sinha của GamingBolt đã xếp hạng Red Dead Redemption 2 là trò chơi hay thứ hai mọi thời đại, trích dẫn các nhân vật, cách kể chuyện, sự chú ý đến từng chi tiết và độ trung thực của hình ảnh cũng như cách đặt tên, là "tác phẩm hay nhất" của Rockstar. Tháng 9, USA Today đã xếp nó ở vị trí thứ 21 trong danh sách các trò chơi hay nhất, ca ngợi Arthur là "một trong những trò chơi có nhân vật chính tuyệt nhất" và mô tả thế giới trò chơi là "ngôi sao thực sự của chương trình".
Đoạn phim từ Red Dead Redemption 2 đã được sử dụng trong video âm nhạc cho bài hát "Old Town Road" của Lil Nas X tháng 3 năm 2019. Tháng 7 năm 2021, một nghiên cứu được công bố bởi Đại học Exeter và Truro and Penwith College đã phát hiện ra rằng những người chơi Red Dead Redemption 2 hiểu rõ hơn về hệ sinh thái và hành vi của động vật; người chơi có thể xác định trung bình nhiều hơn ba con vật so với những người chơi khác. Tháng 4 năm 2022, Joe Meizies đã giành giải Nhiếp ảnh gia ảo của năm tại Lễ hội Trò chơi Luân Đôn cho chụp ảnh ảo trong Red Dead Redemption 2.